# Marie Baker

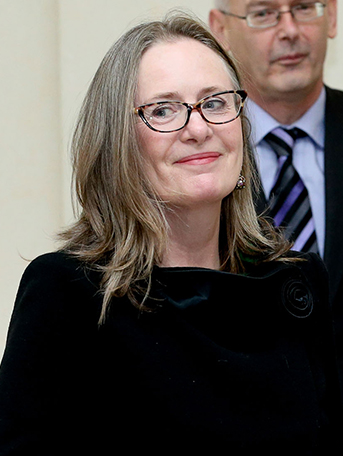
Marie Baker (2014)

Marie Baker (* 6. Februar 1954 in Bray, County Wicklow) ist eine irische Richterin und vormalige Rechtsanwältin, die von Dezember 2019 bis April 2024 Richterin am Supreme Court der Republik Irland war. Zuvor war sie von 2018 bis 2019 Richterin am Court of Appeal und von Januar 2014 bis Juni 2018 Richterin am High Court.

## Leben
Marie Baker studierte am University College Cork und erwarb dort 1974 einen Bachelor of Arts, 1979 einen Master of Arts und 1982 einen Bachelor of Common Law. Nach dem rechtswissenschaftlichen Studium folgte die Ausbildung am King’s Inns, sodass sie 1984 zur Rechtsanwaltschaft (als Barrister) zugelassen wurde. Ihre Schwerpunkte liegen im Familien- und Wirtschaftsrecht sowie in der Prozessvertretung. 2004 wurde sie zum Senior Counsel ernannt.
Marie Baker saß 2023 der Wahlkommission vor. 2024 schied sie altersbedingt aus dem Richteramt aus.